# سرزمین فلسطین

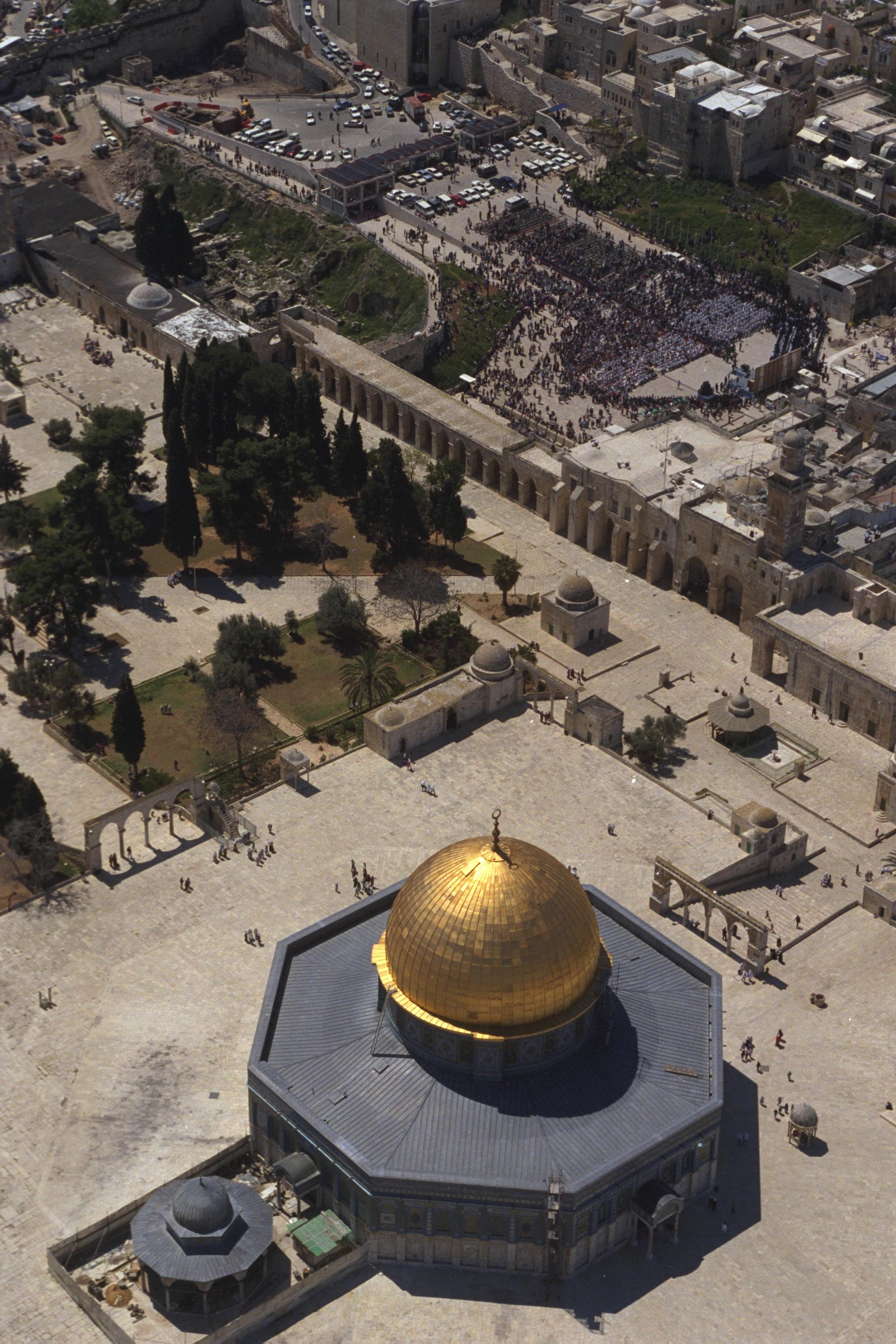
قبةالصخره

سرزمین فلسطین یا فلسطین تاریخی، از دوران روم باستان به منطقه‌ای گفته می‌شده که بین رود اردن و دریای مدیترانه و اصطلاحاً از نهر تا بحر، قرار دارد. امروزه، کشورهای اسرائیل و فلسطین، در این سرزمین، واقع شده‌اند.
سرزمین فلسطین در دوران‌های حتی قدیمی‌تر به ناحیه‌ای محدودتر در کنار مرز دریای مدیترانه گفته می‌شد. در معنی جغرافیایی گسترده‌تر آن، فلسطین می‌تواند به منطقه‌ای اشاره کند که شامل مناطق اسرائیلی و فلسطینی، بخش‌هایی از اردن، لبنان و سوریه باشد. سرزمین فلسطین همچنین می‌تواند به ناحیه‌ای که در ابتدای قرن بیستم تحت قیومیت بریتانیا پس از شکست امپراتوری عثمانی در جنگ جهانی اول درآمد باشد. همچنین ممکن است به کشور فلسطین که توسط تشکیلات خودگردان فلسطین اعلام شده و توسط بیش از صد کشور به رسمیت شناخته می‌شود، گفته شود.

## مرزها و نام‌های منطقه
در متون مصر باستان تمامی منطقهٔ ساحلی خاورنزدیک که در امتداد ساحل مدیترانه بین مصر جدید و ترکیه بوده است رتنیو (R-t-n-u) نامیده شده است.
این منطقه به سه ناحیه تقسیم می‌شد. ناحیهٔ جنوبی رتنیو (که Djahy نامیده می‌شد) شامل اسرائیل جدید و اراضی فلسطینی، ناحیهٔ مرکزی شامل لبنان و ناحیهٔ شمالی (که Amurru نامیده می‌شد) شامل ساحل سوریه تا شمال رودخانهٔ اورنتس در نزدیکی ترکیه بود.
در عصر آهن، پادشاهی اسرائیل بر منطقه‌ای شامل اورشلیم تا منطقه‌ای در نزدیکی اسرائیل جدید و قلمروی فلسطینی حاکمیت داشت و در غرب و شمال بخش عمده‌ای و نه تمام سرزمین اسرائیل را شامل می‌شد. پس از تقسیم شدن این حکومت، بخش جنوبی به پادشاهی یهود و بخش شمالی به پادشاهی اسرائیل تبدیل شد.
کلمهٔ فلسطین از فلسطینی‌های باستان که نام یک گروه غیریهودی ساکن در منطقه‌ای کوچک از ساحل جنوبی به نام فیلیستا است، گرفته شده است. مرزهای 'فیلیستا' در نزدیکی نوار غزه قرار دارد و پنج شهر غزه، اشکلون، اشداد، اکرون، و جت را در بر می‌گیرد. در آثار مصری آمده است که افرادی که پلست (P-r-s-t) نامیده می‌شدند، از جمله کسانی بودند که در زمان حکومت رامسس سوم به مصر حمله کردند. این قضیه احتمالاً به فلسطینی‌ها اشاره دارد. کلمهٔ پلشت (درزبان عبری: Pəléshseth) معمولاً در انگلیسی به فیلیستیا ترجمه می‌شود و در کتاب مقدس برای اشاره به ناحیهٔ ساحلی جنوبی به کار رفته است. در سالنامه‌های پادشاه آشوری، سارگن دوم، کلمهٔ پلشتو برای این معنی آورده شده است. چنین به نظر می‌رسد که در زمان آشوری‌ها، قبیلهٔ فیلیستا از بین رفته است، ولی نام آن سرزمین همچنان مورد استفاده بوده است. در دورهٔ پارس، صورت یونانی این نام برای اولین بار در قرن پنجم قبل از میلاد به وسیلهٔ هرودتوس در اشاره به ناحیه‌ای از سوریه به نام Palaistinêi به کار رفت. (به لاتین: پلستینا، به انگلیسی: پلستاین). مرزهای ناحیهٔ مورد اشارهٔ هرودتوس دقیقاً عنوان نشده بودند، اما جوزفوس از این نام تنها برای اشاره به ناحیهٔ ساحلی کوچک فیلیستیا استفاده می‌کرد. تولمی نیز از این کلمه استفاده کرده است. در لاتین، پلینی نیز برای ناحیه‌ای از سوریه به کار رفته که پیشتر پلستینا نامیده شده است.
در دورهٔ رومی، ناحیهٔ یهود (شامل سامره) دربرگیرندهٔ بیشتر اسرائیل و قلمروی فلسطین بوده است. اما پس از شورش بار کخبا، رومی‌ها این مرزها را به ناحیهٔ سوریه فلسطین (به لاتین: سوریه پلستینا شامل یهود) و سامره گسترش دادند.
در دورهٔ بیزانس، کل این منطقه (شامل سوریه، فلسطین، سامره و ایالت جلیل) دوباره پلستینا نام گرفت و بین دیوسس اول و دوم تقسیم شد. بیزانسی‌ها همچنین سرزمینی شامل نگو، سینا و ساحل غربی شبه جزیره عرب را پلستینا سالوتریس نامیدند که گاهی پلستینای سوم نامیده می‌شد. از دورهٔ بیزانس، مرزهای بیزانسی پلستینا (اول و دوم) برای اشاره به منطقهٔ جغرافیایی بین رودخانهٔ اردن و دریای مدیترانه به کار رفته است.

## متون مقدس
در کتب مقدس یهودی در دورهٔ پیش از اسرائیل برای اشاره به این ناحیه کنعان به کار رفته و پس از آن از اسرائیل (ییسرائیل) استفاده شده است. نام سرزمین یهود نیز به همراه چندین عنوان شاعرانه مورد استفاده قرار گرفته است. سرزمین شیر و عسل، سرزمینی که خداوند در آن برای تعیین شما برای پدرهایتان سوگند یاد کرده است، سرزمین مقدس، سرزمین خداوند و سرزمین موعود. در مورد سرزمین کنعان آمده است که شامل کل سرزمین لبنان می‌باشد. چنین به نظر می‌رسد که در این سرزمین پهناور قبیله‌های یهودی البته به همراه سایر گروه‌های قومی سکونت داشته‌اند. همچنین وقایع چهار انجیل از کتاب مقدس مسیحی تماماً در این سرزمین اتفاق افتاده‌اند.

## دورهٔ بابل و هخامنشیان

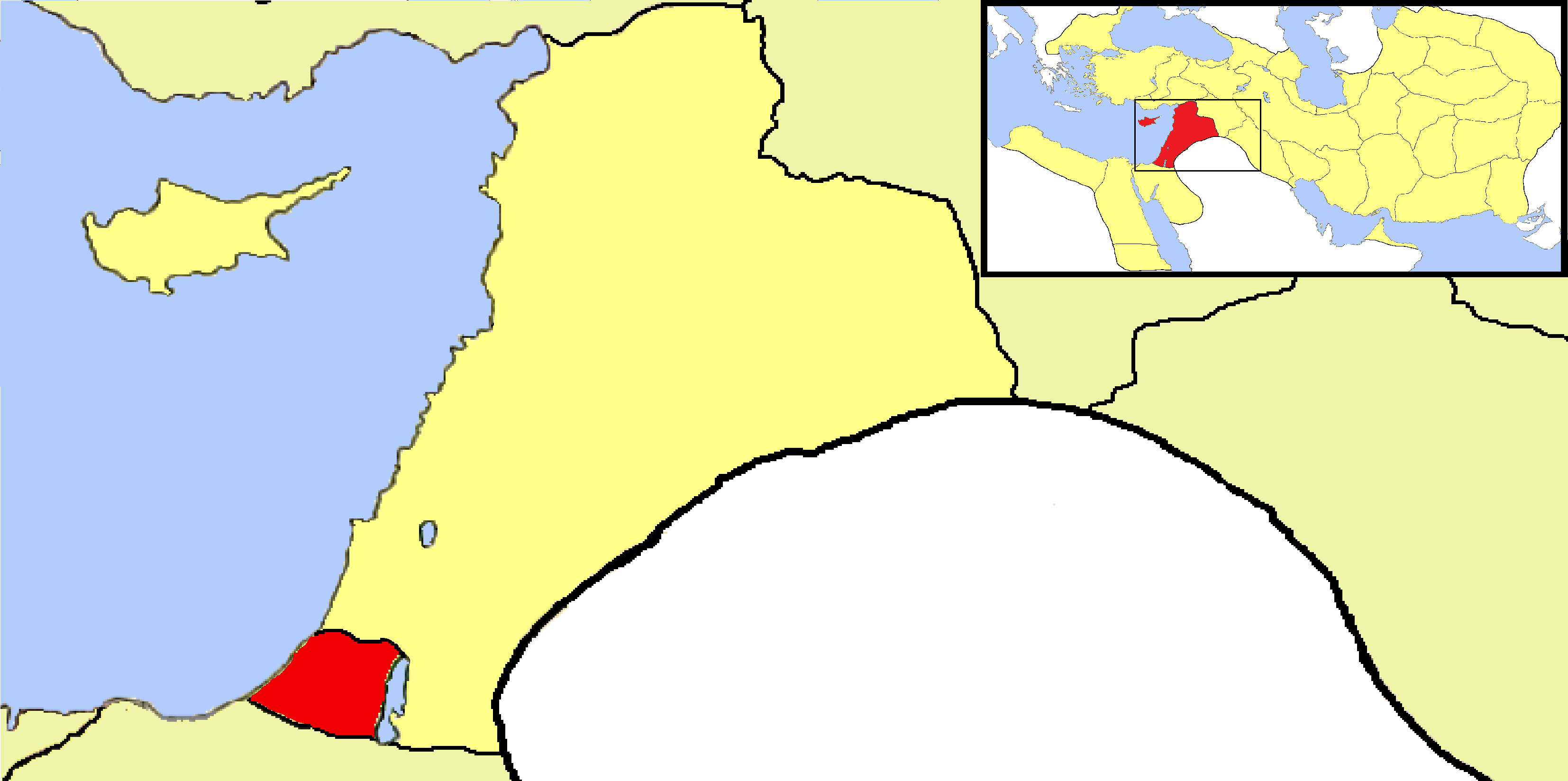
یهود مدینه یک استان اداری خودمختار از شاهنشاهی هخامنشی

پس از هجوم امپراتوری بابل نو به پادشاهی یهودا، در سال ۵۸۷ پیش از میلاد، معبد اول به دست نبوکدنصر دوم نابود شد و یهودیان از سرزمین خود به نواحی دیگری تبعید گشتند. پس از گذشت ۴۸ سال از ویرانی این معبد، در سال ۵۳۹ پیش از میلاد کوروش بزرگ هخامنشی، با دور زدن سرزمین پادشاهی بابل، از شمال به این پادشاهی هجوم برد و به دروازه‌های پایتخت آن بابل رسید. شهر نبوکدنصر بدون جنگ تسلیم شد و قوانین او به دست کوروش برچیده شدند. کوروش دستور داد که پیروان تمام ادیان آزاد هستند و باید در امنیت کامل به پرستش خدای خود مشغول باشند. یکی از این اقوام، قوم یهود بودند و کوروش به ایشان پول و مال داد تا به اورشلیم برگشته و معبد خود را از نو بسازند. ۹ سال پس از این ماجرا، کوروش هخامنشی درگذشت و کار ساخت معبد به مدت ۱۴ سال دیگر هم ادامه پیدا کرد تا پس از گذشت ۲۳ سال، به سال ۵۱۶ پیش از میلاد در زمان فرمانروایی داریوش بزرگ، کار ساخت معبد به پایان رسید. معبد دوم اورشلیم به مدت ۵۸۶ سال پابرجا بود تا اینکه در سال ۷۰ میلادی به دست امپراتوری روم ویران شد.

## دورهٔ رومی

سوریه فلسطین یکی از استان‌های روم

در نتیجهٔ اولین جنگ یهودیان-رومیان (۶۶–۷۳)، اورشلیم غارت شد؛ معبد دوم نابود شد؛ و تنها، دیوار غربی باقی‌ماند. در سال ۱۳۵، پس از سقوط شورش شورش یهود به رهبری بار کخبا در ۱۳۲، پادشاه روم هادریان اکثر یهودی‌ها را از سرزمین یهود بیرون راند و بنابراین بسیاری از یهودی‌ها در سامره و ایالت جلیل به سر می‌بردند. وی همچنین نام ناحیهٔ رومی یهود (اسرائیل) را به سوریه فلسطین تغییر داد. رومی‌ها همچنین برای ایجاد جنگ روانی سعی بر تغییر نام اورشلیم به آلیا کپیتولینا کردند که این نام جدید دوام نیافت. با گذشت زمان از نام سوریه فلسطین تنها فلسطین باقی‌ماند و در طول این مدت فلسطین به بخشی سیاسی و اجرایی در داخل قلمروی امپراتوری روم تبدیل شده بود.

## دوره بیزانس (امپراتوری روم شرقی)

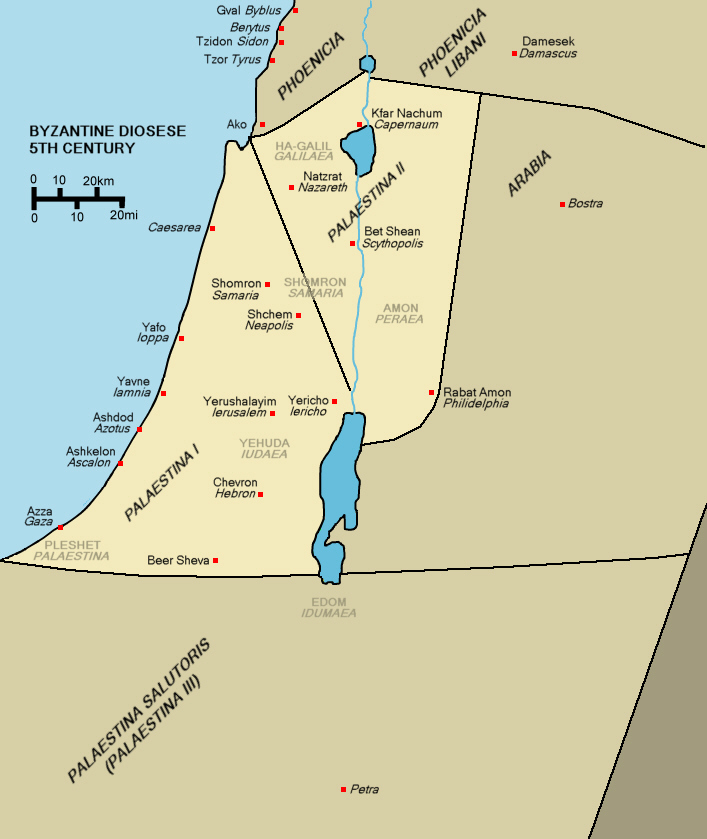
فلسطین اول و دوم در امپراتوری بیزانس

در حدود سال ۳۹۰، فلسطین به سه ناحیه تقسیم شد: پلستینا پریما، سکوندا و تریتا (فلسطین اول، دوم و سوم). فلسطین اول شامل یهود، سامره، ساحل و پری بود که حاکم آن در کاساری زندگی می‌کرد. فلسطین دوم شامل ایالت جلیل، در جزریل پایینی، نواحی شرق ایالت جلیل و بخش غربی دکاپلیس سابق بود و حکومت آن در سایتوپلیس قرار داشت. فلسطین سوم شامل نگو، اردن جنوبی که زمانی بخشی از ناحیه عرب بود و پیشتر ناحیهٔ سینا بود و پترا مقر حکومت آن بود. نام دیگر فلسطین سوم پلستینا سالوتاریس بود. این تقسیم‌بندی ناحیهٔ عرب را بخشی از اردن شمالی در شرق پری قرار داد. حکومت بیزانس بر فلسطین در زمان تصرف پارس‌ها در سال ۶۱۴ موقتاً خاتمه یافت و سپس بعد از ظهور اسلام در شبه جزیره عرب و فتح منطقه توسط نیروهای اسلام که در سال ۶۳۵ آغاز شد، حکومت آن‌ها بر این منطقه برای همیشه به پایان رسید.

## دورهٔ خلافت

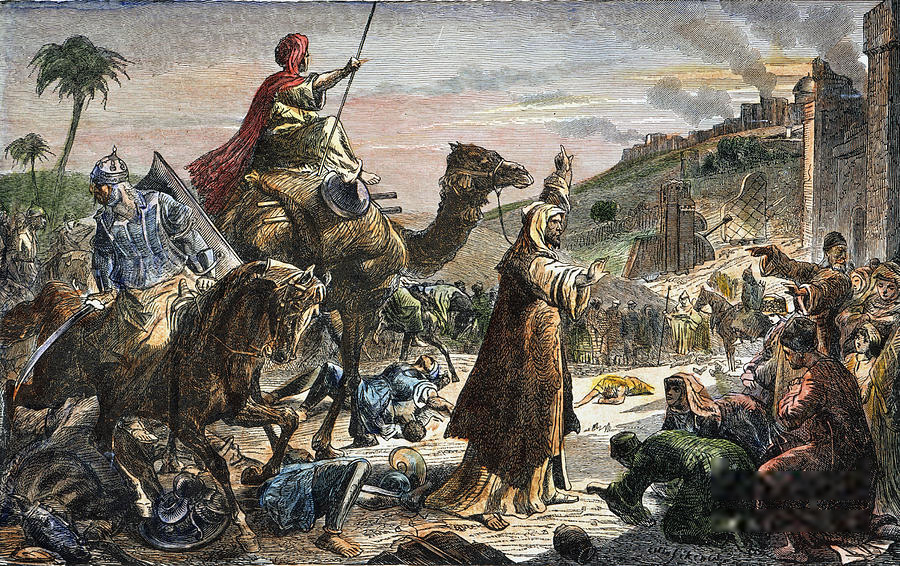
فتح شام به‌دست مسلمانان

حاکمان مسلمان ناحیهٔ الشام (عربی سوریه) را به پنج بخش تقسیم کردند. جند فلسطین (در عربی: به معنای ناحیهٔ نظامی فلسطین) شامل منطقه‌ای از سینا تا جنوب دشت آکر (عکا) بود. با گذشت زمان این منطقه کوچکتر شده و به سینا محدود شد. رفح، کاسارا (قیصریه)، غزه، جافا (یافا)، نابلوس، اریحا، رمله (شهر) و اورشلیم شهرهای اصلی بودند. در ابتدا شهر لده مرکز بود، اما در سال ۷۱۷ به شهر رمله (شهر) تغییر یافت. (پس از زمانی طولانی و مدت‌ها بعد از پایان تقسیم‌بندی جندها، اورشلیم مرکز شد). اردن شامل ناحیهٔ شمال و شرق فلسطین بود. تیبریاس، لجیو، ایکر، بیسان، و تایر شهرهای اصلی آن بودند و تیبریاس مرکز منطقه بود. چندین شورش سیاسی مختلف مجدداً این مرزها را بارها تغییر داد. پس از قرن ۱۰، تقسیم مناطق به جندها کم‌کم روبه زوال گذاشت و حملات ترک‌ها در دههٔ ۱۰۷۰ و سپس جنگ صلیبی اول این فرایند زوال را تکمیل کرد.

## دورهٔ مبارزان صلیبی

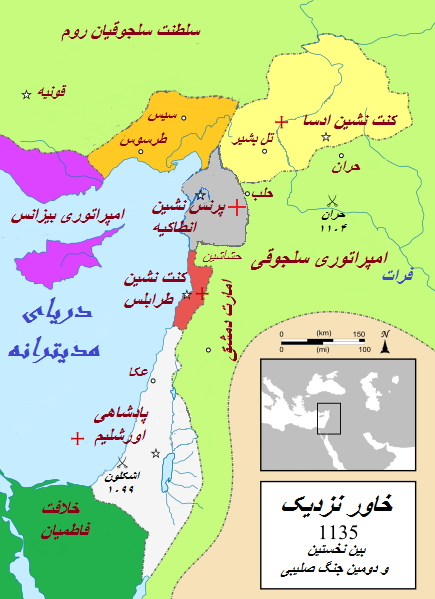
پادشاهی اورشلیم

رجوع کنید به مقالات جنگ صلیبی و پادشاهی اورشلیم.

## دورهٔمملوک
پس از کنترل دوبارهٔ مسلمانان بر فلسطین در قرن ۱۲ و ۱۳، تقسیم‌بندی نواحی دوباره انجام گرفت و در این مدت مرزها به سرعت تغییر می‌کردند. در ۱۲۶۳/۱۲۹۱ این کشور بخشی از قلمروی سلطان مملوک در مصر بود.
در اواخر قرن ۱۳، فلسطین در واقع شامل قسمت‌های بسیاری از نواحی شیخ‌نشین سوریه یعنی پادشاهی غزه (شامل آسکالن (عسقلان) و هبران (حیرون))، کراک (شامل جافا و لجیو)، سفاد (شامل سفاد، ایکر، سیدون و تایر (صور)) و بخش‌هایی از پادشاهی دمشق (در برخی دوره‌ها از جنوب تا اورشلیم) بود.
در اواسط قرن ۱۴، سوریه دوباره به پنج ناحیه تقسیم شد که از بین آن‌ها فلسطین شامل اورشلیم (مرکز آن)، رمله (شهر)، آسکالن، الخلیل و نابلس بود، در حالی که حوران شامل تیبریاس (مرکز) بود.

## دوره عثمانی

نقشه سوریه عثمانی

پس از پیروزی عثمانی، این نام به عنوان نامی رسمی دیگر مورد استفاده نبود و دلیل این بود که ترک‌ها اغلب نواحی فرعی را با نام مرکز مشخص می‌کردند. این منطقه در سال ۱۵۱۶ جزئی از امپراتوری عثمانی شد و تا سال ۱۶۶۰ در واقع بخشی از ویلایت (بخش) دمشق-سوریه محسوب می‌شد تا اینکه از ۷ مارس ۱۷۹۹ تا ژوئیه ۱۷۹۹ با اشغال جفا، حیفا و سکارا ارتباطش با دیگر نقاط قطع شد. در ۱۰ می۱۸۳۲ این منطقه یکی از نواحی ترکی بود که توسط محمد علی تصرف شده بود، اما در نوامبر ۱۸۴۰ دوباره تحت فرمانروایی مستقیم عثمانی قرار گرفت.
نام کهن همچنان توسط عموم و در موارد نیمه رسمی مورد استفاده قرار می‌گرفت. موارد بسیاری از استفاده از آن در طول سده‌های شانزدهم و هفدهم بر جای مانده است. در طول قرن نوزدهم، «دولت عثمانی در مکاتبات رسمی خود، از عبارت ارض فلسطین (سرزمین فلسطین) برای اشاره به ناحیه واقع در غرب رود اردن که در سال ۱۹۲۲ تحت فرمانروایی انگلستان فلسطین نامیده شد استفاده می‌کرد». عرب‌های تحصیل‌کرده، از عبارت فلسطین، برای اشاره به کل فلسطین یا بیت‌المقدس سنجاق یا تنها برای اشاره به منطقهٔ اطراف رمله (شهر) استفاده می‌کردند.
سلطان عثمانی در سال ۱۸۷۶ در پاسخ به درخواست خاخام ژوزف نانتونک برای صدور اجازه اسکان یهودیان ضمن منع مهاجرت گسترده به فلسطین گفت «تقریباً تمام سرزمین‌های فلسطین اشغال شده، و استقلالی که نانتونک به دنبال آن است با اصول اجرایی کشور در تعارض است» و پس از آن نیز دولت عثمانی در سال‌های ۱۸۸۴، ۱۸۸۷، و ۱۸۸۸ احکامی علیه اسکان انبوه یهودیان صادر کرد. در سال ۱۸۸۲ شمار چشمگیری از یهودیان شروع به هجرت به سرزمین مقدس کردند و مزارع جمعی (کیبوتس) ایجاد کرده و سرانجام حومهٔ تل آویو را در سال ۱۹۰۹ به وجود آوردند، که بعدها در سال ۱۹۲۱ تبدیل به یک شهر شد. شمار یهودیان فلسطین که در سال ۱۷۰۰ تنها ۷٬۰۰۰ نفر بود تا سال ۱۹۰۰ به ۶۰٬۰۰۰ نفر رسید (جمعیت کل فلسطین در این سال ۵۰۰٬۰۰۰ نفر بود) که این امر به عقیده کارپات حاکی از آن است که «سیاست عثمانی مبنی بر اجازه به افراد برای مهاجرت و اسکان، و هم‌زمان ممانعت از مهاجرت گروه‌های انبوه، با موفقیت همراه بوده است». نسبت جمعیتی اعراب و یهود در سرزمین فلسطین در این دوره مورد اختلاف است، یوناتان مِندِل، عضو هیئت علمی دانشگاه بن گوریون و پژوهشگر کالج مطالعات خاورمیانه دانشگاه کمبریج بر این باور است که نمی‌توان درصد دقیق جمعیت یهودیان تا پیش از سر برآوردن جنبش صهیونیسم را بیان کرد، با این وجود، این عدد احتمالاً بین ۲ تا ۵٪ کل جمعیت این سرزمین را شامل می‌شده است. به این ترتیب که جمعیت کل، (تا پیش از ۱۸۷۸ و مهاجرت یهودیان به سرزمین مقدس) ۴۶۲٫۴۶۵ نفر، مسلمانان ۴۰۳٬۷۹۲ نفر(۸۷ درصد)، مسیحیان ۴۳٫۶۵۹ نفر(۱۰ درصد) و یهودیان ۱۵٫۰۱۱ نفر(۳ درصد).
حکمرانی عثمانی بر منطقه تا زمان جنگ عظیم (جنگ جهانی اول) یعنی زمانی که عثمانی از آلمان و متحدانش جانبداری کرد ادامه یافت. در طول جنگ جهانی اول، هم‌زمان با فروپاشی امپراتوری عثمانی، بریتانیا عثمانی را از بیشتر این مناطق به عقب راند. با پایان امپراتوری عثمانی، شمار یهودیان فلسطین به ۵۵٬۰۰۰ نفر کاهش یافت.

## قرن نوزدهم و قرن بیستم

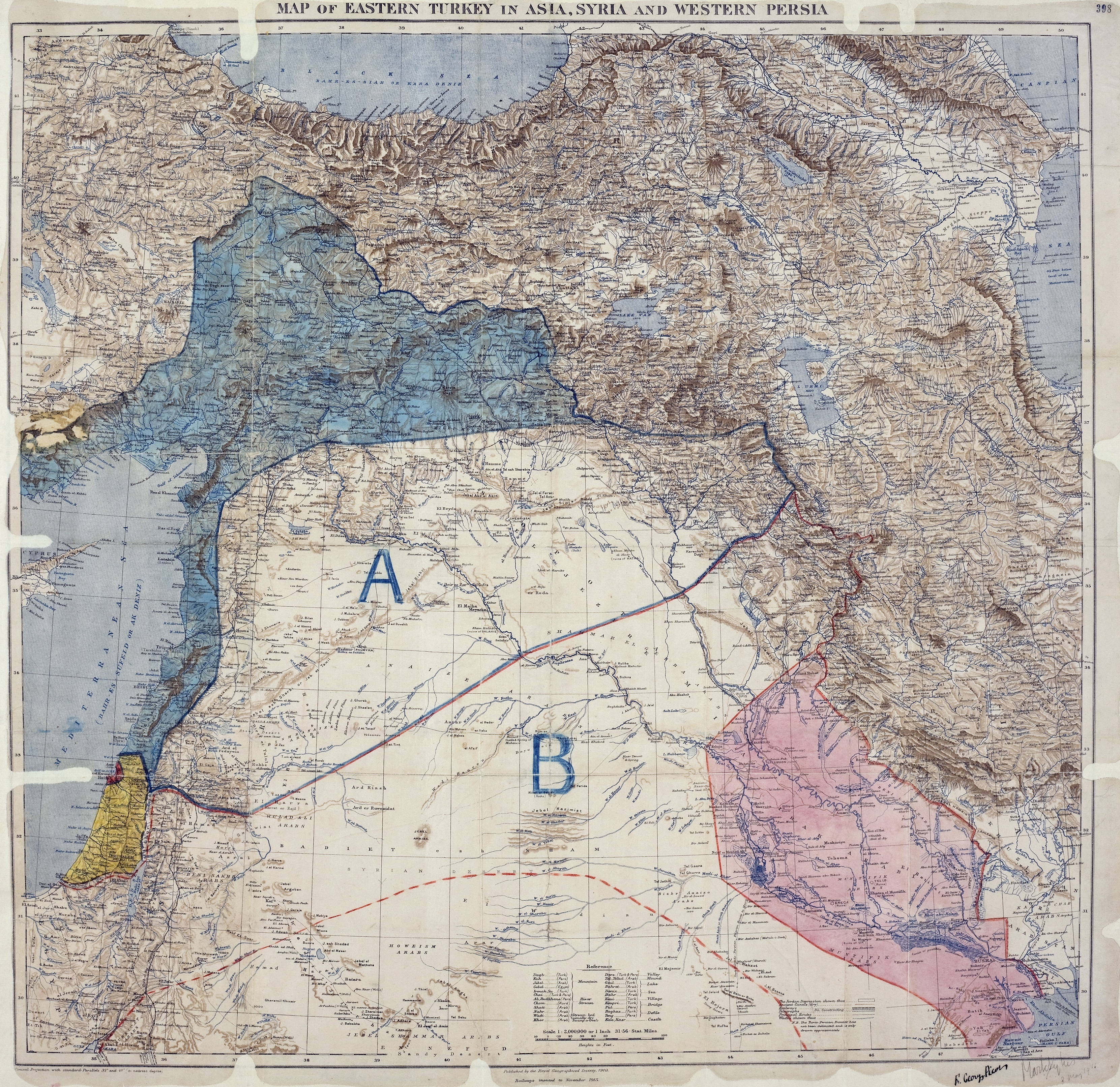
توافق‌نامه سایکس–پیکو و تجزیه امپراتوری عثمانی

در اروپا تا پیش از جنگ جهانی اول، فلسطین به منطقه‌ای که در مسیر شمال به جنوب از رافیا (جنوب شرقی غزه) تا رودخانه لیتانی (واقع در لبنان) امتداد می‌یافت گفته می‌شد. این منطقه از غرب به دریا و از شرق به منطقه‌ای که حدود آن به خوبی مشخص نشده بود و صحرای سوریه از آنجا آغاز می‌شد ختم می‌شد. در منابع مختلف در اروپا، مرز شرقی در اطراف رود اردن تا شرق امان تعیین می‌شد. صحرای نگو در این منطقه واقع نمی‌شد.
بر اساس موافقت‌نامه سایکس-پیکو در ۱۹۱۶ پیش‌بینی شده بود که بیشتر فلسطین، پس از رهایی از کنترل عثمانی، تبدیل به منطقه‌ای بین‌المللی خواهد شد که تحت کنترل مستقیم فرانسه یا انگلیس قرار نخواهد داشت. بلافاصله پس از آن، آرتور بالفور وزیر امور خارجه انگلیس با صدور بیانیه بالفور در سال ۱۹۱۷، سرانجام طرح تأسیس وطن یهودیان در فلسطین را مطرح کرد.
نیروی اعزامی مصر به رهبری انگلیس که تحت فرماندهی ادموند آلن بای، وایکانت اول آلن بای، در تاریخ ۹ دسامبر، ۱۹۱۷ بیت‌المقدس را تصرف کرده و به دنبال شکست نیروهای ترکیه در فلسطین در نبرد مگیدو در سپتامبر ۱۹۱۸ تمامی مشرق را اشغال کرد.

## فلسطین تحتقیمومتانگلیس (۱۹۴۸–۱۹۲۰)

قیمومت بریتانیا بر فلسطین

استفاده رسمی از واژهٔ انگلیسی فلسطین با اعطای حکم قیمومت فلسطین به انگلیس بار دیگر رایج شد. در آغاز این دوره، نام ارتز ییسریل (سرزمین اسرائیل به زبان عبری) از طریق یک تمبر پستی در سال ۱۹۲۰، توسط هربرت ساموئل نخستین نماینده انگلیس در فلسطین که بین سال‌های ۱۹۲۵–۱۹۲۰ این سمت را در اختیار داشت رایج شد. مقامات وزارت امور خارجه انگلیس به این اقدام وی اعتراض کردند اما با انتقال مسئولیت فلسطین از وزارت امور خارجه به وزارت مستعمرات این اقدام وی به دست فراموشی سپرده شد.
در آوریل ۱۹۲۰ شورای عالی متحدین (ایالات متحده آمریکا، بریتانیا، فرانسه، ایتالیا و ژاپن) در کنفرانس سانرمو تصمیماتی رسمی در مورد سرزمین‌های تحت قیمومت اتخاذ کرد. بر این اساس بریتانیا قیمومت فلسطین را پذیرفت، اما تصمیمی در مورد مرزهای سرزمین‌های تحت قیمومت و شرایطی که این سرزمین‌ها می‌بایست به موجب آن اداره می‌شد اتخاذ نشد. چیم ویزمن، نماینده سازمان صهیونیستی در سانرمو، متعاقباً گزارشی در این مورد به همکاران خود در لندن ارائه کرد.

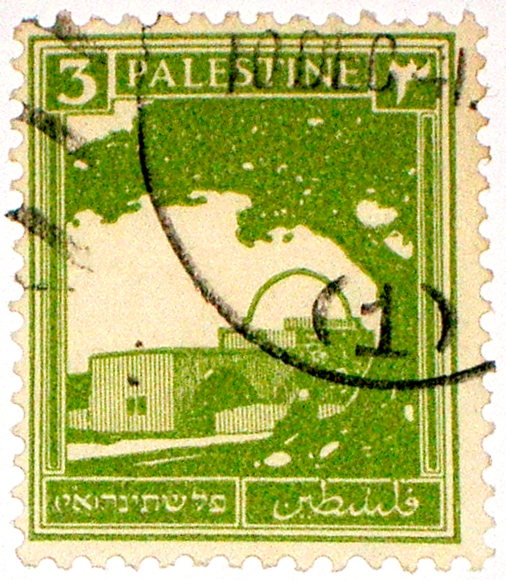
تمبری متعلق به فلسطین تحت قیمومت انگلیس

«هنوز در مورد مسائل مهمی همچون شرایط حقیقی قیمومت و مسئله مرزهای فلسطین تصمیمی گرفته نشده است. تعیین حدود مرزهای فلسطین و آن بخش از سوریه که تحت کنترل فرانسه قرار دارد انجام شده است، که به این ترتیب مرز شمالی و خط شرقی سرحد را که در همسایگی سوریه عرب نشین قرار دارد مشخص می‌کند. تعیین خط شرقی مرز تا زمانی که امیر فیصل در کنفرانس صلح که احتمالاً در پاریس برگزار می‌شود شرکت نکند قطعی نخواهد شد».
در ژوئیه ۱۹۲۰، نیروهای فرانسه فیصل اول از عراق (فیصل بن حسین) را از دمشق بیرون راندند و به فرمانروایی کم‌اهمیت وی بر منطقه اردن یعنی جایی که سران محلی سابقاً با هرگونه قدرت مرکزی مخالفت می‌کردند پایان دادند. شیوخ، که پیش‌تر پیمان وفاداری با شریف منعقد کرده بودند، از انگلیسی‌ها خواستند اداره منطقه را بر عهده بگیرند. هربرت ساموئل خواستار گسترش حیطه اختیار دولت فلسطین تا اردن شد، اما در دیدار وینستون چرچیل و امیر عبدالله از اردن که در مارس ۱۹۲۱ در قاهره و بیت‌المقدس انجام شد قرار بر این شد که امیر عبدالله (در آغاز تنها برای شش ماه) از سوی دولت فلسطین اداره این منطقه را بر عهده بگیرد. در تابستان ۱۹۲۱ اردن به سرزمین‌های تحت قیمومت ملحق شد، اما از شرط سرزمین ملی یهودیان مستثنی شد. در ۲۴ ژوئیه ۱۹۲۲ جامعه ملل ضوابط سرپرستی انگلیس بر فلسطین و اردن را تأیید کرد. در ۱۶ سپتامبر جامعه ملل رسماً یادداشتی از آرتور بالفور (لرد بالفور) را که تأیید می‌کرد اردن باید از بندهای مربوط به تأسیس سرزمین ملی یهودیان و نیز «تسهیل» مهاجرت یهودیان به این سرزمین و اسکان آنان مستثنی شود تصویب کرد. در واقع، درحالی‌که عرب‌ها به راحتی می‌توانستند در فلسطین اسکان یابند، انگلیسی‌ها از اسکان یهودیان در اردن ممانعت می‌کردند. (رجوع شود به سند مربوط به ورود یهودیان به اردن) اردن در اصل ۷۷ درصد از فلسطین را تشکیل می‌داد بدین ترتیب رهبران یهودیان اعتقاد داشتند این امر یک بی‌عدالتی آشکار و تقسیم ناعادلانه سرزمینی بود که بر اساس اعلامیه بالفور به عنوان سرزمین ملی یهودیان در نظر گرفته شده بود.

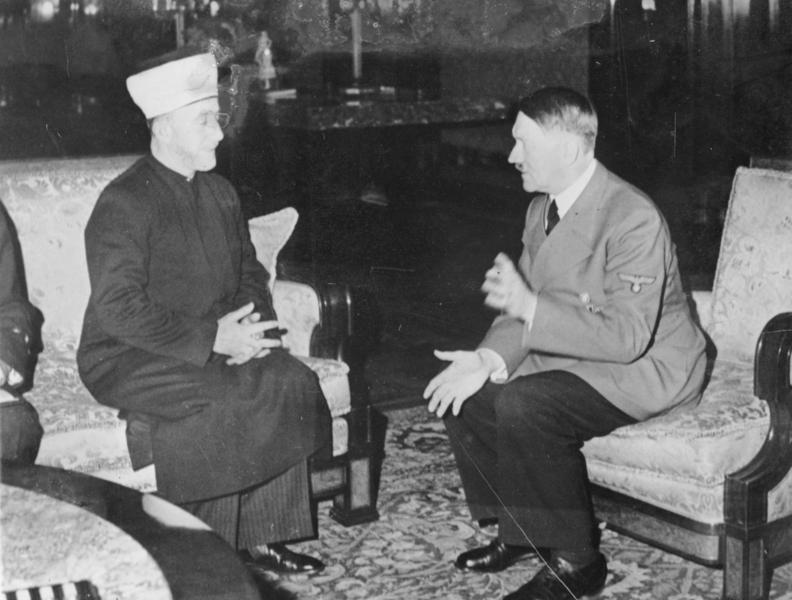
محمد امین الحسینی مفتی اعظم بیت‌المقدس و آدولف هیتلر پیشوای آلمان نازی، نوامبر ۱۹۴۱‏

اعطای حق قیمومت به دلیل نگرانی‌های ایالات متحده آمریکا در ارتباط با جاه‌طلبی‌های استعمارگرانه انگلیس و نیز نگرانی‌های ایتالیا در مورد اهداف فرانسه به تأخیر افتاد. فرانسه نیز تا زمانی که اعطای حق قیمومت سوریه به این کشور نهایی نشده بود از توافق در مورد فلسطین امتناع می‌کرد. به گفتهٔ لوئیس.
«اعتراضات آمریکائیان به صدور حکم قیمومت به همراه مثلث اختلافات بین ایتالیا، فرانسه و انگلیس به خوبی نشان می‌دهد چرا احکام قیمومت الف تا چهار سال پس از امضای معاهده کنفرانس صلح پاریس در سال ۱۹۱۹ محقق نشد… اسناد انگلیس به وضوح نشان می‌دهد که صبر و دیپلماسی بالفور منجر به صدور نهایی احکام قیمومت الف برای سوریه و فلسطین در ۲۹ سپتامبر ۱۹۲۳ شد».
حتی پیش از آنکه حکم قیمومت در سال ۱۹۲۳ به صورت قانونی اجرا شود (متن ۱۹۲۲: حکم قیمومت جامعه ملل برای فلسطین)، انگلیسی‌ها از واژهٔ فلسطین برای نامیدن بخش غربی رود اردن و از اردن برای نامیدن بخش شرقی این رود استفاده می‌کردند. اما، فلسطین در معنای سرزمین ملی یهودیان اغلب شامل سرزمین‌های هر دو سوی رو اردن است.
در سال‌های پس از جنگ جهانی دوم، موقعیت انگلیس در فلسطین به تدریج بدتر شد. این امر ناشی از مجموعه‌ای از عوامل همچون موارد ذیل بود:
- شرایط فلسطین به دلیل حملات بی‌وقفه ایگرون و گروه لهی به مقامات، نیروهای نظامی و تأسیسات راهبردی انگلیس به سرعت در حال بدتر شدن بود. این امر به روحیه و وجهه انگلیس صدمات شدیدی وارد کرد، و نیز منجر به گسترش مخالفت مردم انگلیس با سرپرستی انگلیس بر فلسطین شده، و افکار عمومی خواستار «بازگشت نیروها به خانه» شد. در این باره سرهنگ آرچر کاست، دبیر ارشد دولت انگلیس در فلسطین، در یک سخنرانی خطاب به انجمن امپراتوری سلطنتی گفت: «اعدام دو گروهبان انگلیسی توسط ارگون‌ها و به تلافی اعدام‌هایی که توسط انگلیسی‌ها انجام شده بود بیش از هر چیز دیگری منجر به خروج ما از فلسطین شد».
- به دلیل ممانعت انگلیس از بازگشت بازماندگان هولوکاست به فلسطین، و در عوض فرستادن آنان به اردوگاه‌های پناهندگان در قبرس، یا حتی بازگرداندن آنان به آلمان همانند آنچه در مورد کشتی اکسودس در سال ۱۹۴۷ اتفاق افتاد افکار عمومی جهان به موضع‌گیری علیه انگلیس پرداخت.
- هزینه نگهداری ارتشی که بیش از ۱۰۰٬۰۰۰ نفر عضو داشت برای انگلیس که دچار مشکلات اقتصادی پس از جنگ دوم جهانی بود دشوار بود، و یکی دیگر از دلایل درخواست افکار عمومی در انگلیس برای پایان سرپرستی این کشور بر فلسطین بود.

سرانجام دولت انگلیس در سال ۱۹۴۷ اعلام کرد که خواستار پایان دادن به سرپرستی خود بر فلسطین است، و مسئولیت اداره فلسطین را به سازمان ملل متحد محول کرد.

## طرح سازمان ملل برای تقسیم فلسطین

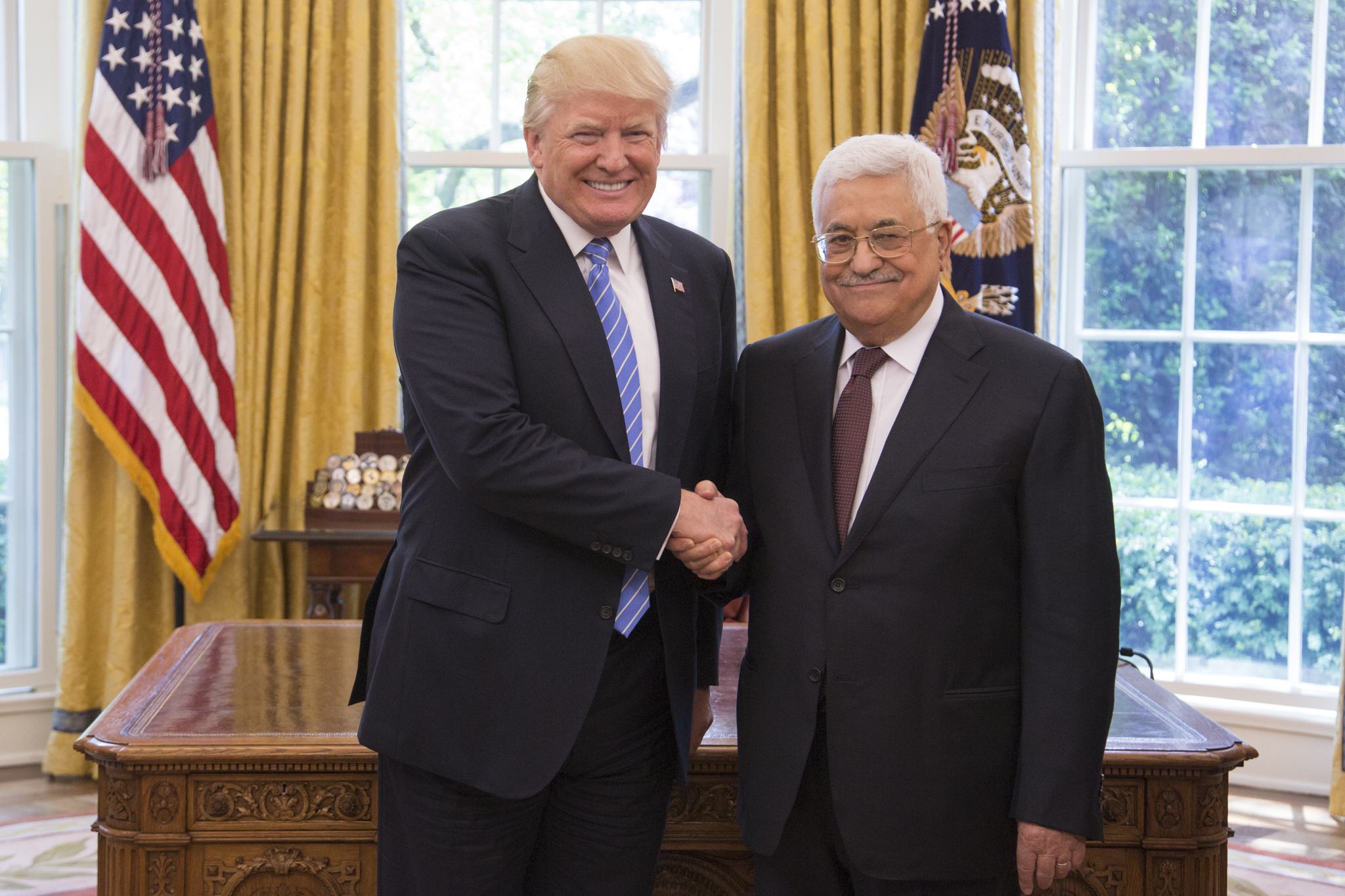
ترامپ و محمود عباس رئیس دولت فلسطین، مه ۲۰۱۷

در ۲۹ نوامبر ۱۹۴۷، مجمع عمومی سازمان ملل متحد، با دو سوم رأی اکثریت بین‌المللی، طرح سازمان ملل برای تقسیم فلسطین را به تصویب رساند (قطعنامه ۱۸۱ مجمع عمومی سازمان ملل متحد)، این طرح که برای پایان دادن به مناقشه عرب‌ها و اسرائیل در نظر گرفته شده بود سرزمین فلسطین را به دو کشور یهودی‌نشین و عرب‌نشین تقسیم می‌کرد، و بخش اعظم بیت‌المقدس را که شامل بیت‌اللحم می‌شد تحت کنترل نیروهای بین‌المللی قرار می‌داد. رهبران یهودیان (و از آن جمله آژانس یهودیان)، این طرح را پذیرفتند، اما رهبران عرب فلسطین آن را نپذیرفته و از مذاکره در مورد آن امتناع کردند. کشورهای عرب و مسلمان همسایه فلسطین نیز با طرح تقسیم مخالفت کردند. پس از آنکه کمیته عالی عرب در سال ۱۹۴۷ اعلام شورش در بیت‌المقدس کرد جامعه عرب واکنش خشونت‌آمیزی نشان داده و دست به درگیری زدند که در نتیجه آن بسیاری از ساختمان‌ها و مغازه‌ها در آتش سوختند. با ادامه کشمکش‌های نظامی بین شبه‌نظامیان فلسطینی و یهودی در فلسطین، حق سرپرستی انگلیس بر فلسطین در تاریخ ۱۵ می۱۹۴۸ به پایان رسید درحالی‌که یک روز پیش از آن تأسیس کشور اسرائیل اعلام شده بود. همسایگان عرب و ارتش‌های آنان (لبنان، سوریه، عراق، مصر، اردن، ارتش جهاد اسلامی فلسطین، ارتش آزادی‌بخش عرب و عرب‌های محلی) بلافاصله پس از اعلام استقلال اسرائیل به این کشور حمله کردند، و متعاقب آن جنگ عرب‌ها و اسرائیل در سال ۱۹۴۸ درگرفت. در نتیجه، طرح تقسیم فلسطین هیچگاه عملی نشد.

## وضعیت کنونی

نقشهٔ اسرائیل و مناطق اشغالی

پس از وقوع جنگ عرب‌ها و اسرائیل در سال ۱۹۴۸، در موافقت‌نامه‌های آتش‌بس موقت مابین اسرائیل و کشورهای عرب همسایه آن هیچگاه از فلسطین به عنوان یک سرزمین مجزا نامی برده نشد. در این موافقت‌نامه‌ها فلسطین بین اسرائیل، مصر، سوریه و اردن تقسیم شد.
اسرائیل علاوه بر مناطقی که سازمان ملل متحد تقسیم‌بندی کرده بود ۲۶ درصد از سرزمین‌های تحت قیمومت در غرب رود اردن را نیز تصرف کرد. اردن نیز ۲۱ درصد از سرزمین‌های تحت قیمومت را تصرف و به خاک خود ضمیمه کرد. بیت‌المقدس به دو بخش تقسیم شد، و اردن بخش‌های شرقی از جمله شهر باستانی را در اختیار گرفته، و اسرائیل بخش غربی را در اختیار گرفت. مصر نیز باریکه غزه را در اختیار گرفت.

برای شرح جابجایی وسیع جمعیتی عرب و یهودیان در جریان جنگ ۱۹۴۸ و در طول دهه‌های بعدی رجوع شود به مهاجرت در فلسطین و مهاجرت یهودیان از سرزمین‌های عرب. 

کشورهایی که فلسطین را به رسمیت شناخته‌اند.

از دهه ۱۹۶۰ به بعد، اصطلاح «فلسطین» مرتباً در بافت‌های سیاسی به کار گرفته می‌شد. اعلامیه‌های مختلف، همچون اعلام تشکیل کشور مستقل فلسطین در سال ۱۹۸۸ توسط سازمان آزادی‌بخش فلسطین به کشوری که فلسطین نامیده می‌شد اشاره می‌کرد، و مرزهای آن را با درجات مختلف وضوح تعریف کرده، و از جمله خواستار ضمیمه شدن کل کشور اسرائیل به فلسطین شد. اخیراً، پیش‌نویس قانون اساسی فلسطین بر اساس کرانه باختری و باریکه غزه پیش از ۱۹۶۷ (جنگ شش روزه) مرزهای فلسطین را تعیین کرده است. این خط سبز (اسرائیل) بر اساس موافقت‌نامه خط آتش‌بس موقت۱۹۴۹ تعیین شده؛ و مذاکرات مربوط به تعیین مرزهای دائمی هنوز انجام نشده است. علاوه بر این، از سال ۱۹۹۴، تشکیلات خودگردان فلسطین کنترل بخش‌های مختلف فلسطین باستانی را در اختیار گرفته است.

## خاستگاه و سیر تحول مسئله فلسطین: ۱۹۸۸–۱۹۱۷

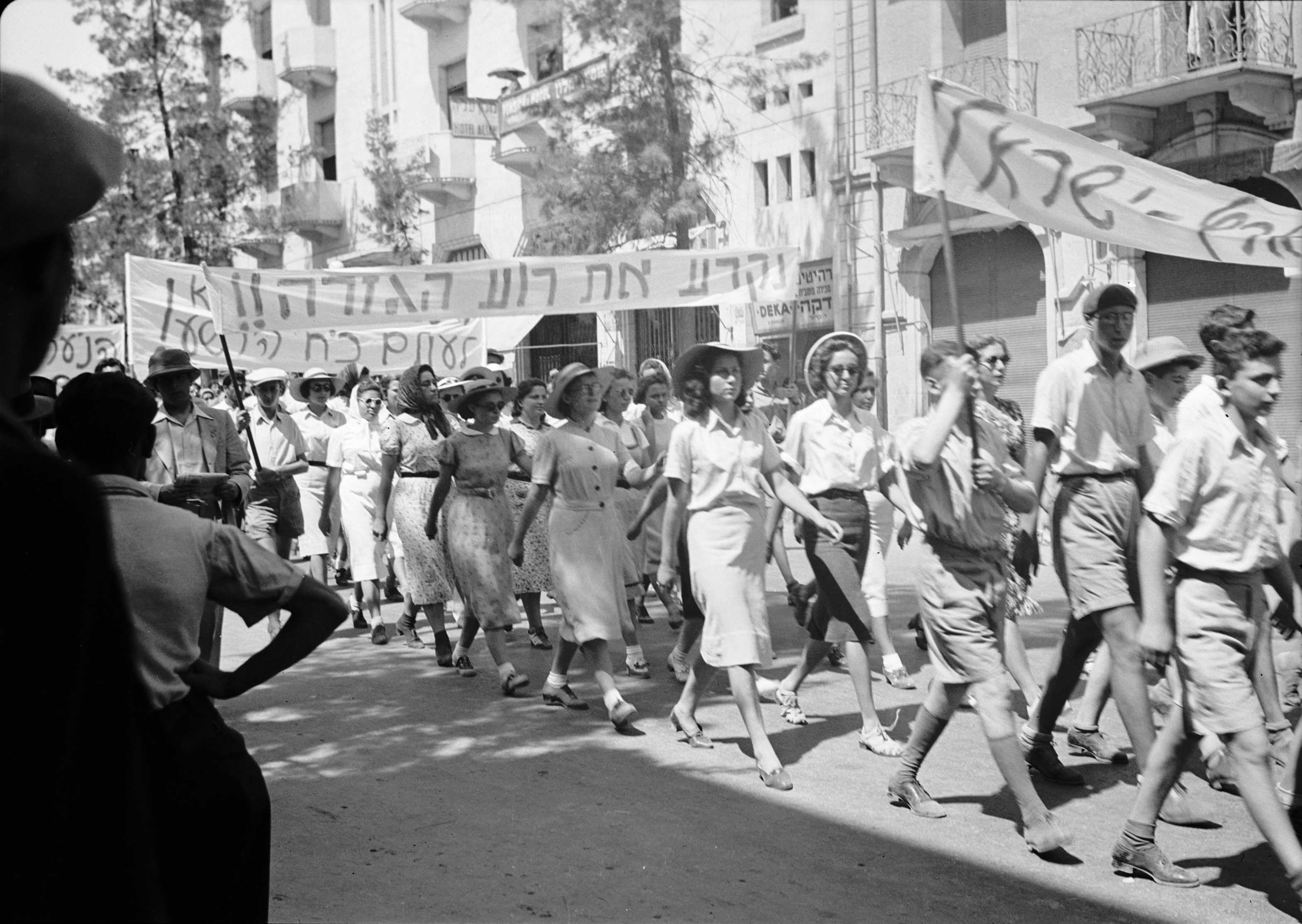
اعتراضات یهودی‌ها علیه قانون مدارک سفید فلسطین

مسئله فلسطین اندکی پس از پایان جنگ جهانی دوم در سازمان ملل متحد مطرح شد.
اما ریشه مسئله فلسطین به عنوان یک مسئله بین‌المللی، در رویدادهایی نهفته است که تا پایان جنگ جهانی اول رخ داد. این رویدادها منجر شد جامعه ملل فلسطین را به موجب سیستم قیمومت که به تصویب جامعه ملل رسیده بود تحت سرپرستی بریتانیا قرار دهد. در اصل، این سرپرستی قرار بود به صورت موقت و تا زمانی ادامه یابد که فلسطین به استقلال کامل دست می‌یابد، وضعیتی که در منشور جامعه ملل به رسمیت شناخته شده بود، اما در حقیقت سیر تحول تاریخی این قیمومت منجر به شکل‌گیری فلسطین به عنوان یک کشور مستقل نشد.
به رغم آنچه که در منشور جامعه ملل آمده بود و خواستار توجه به خواسته‌های عرب‌ها و یهودیان فلسطین در اعطای حکم قیمومت شده بود اما تصمیم اعطای قیمومت خواسته‌های مردم فلسطین را مدنظر قرار نداد. این امر اهمیت بسیاری یافت چرا که دولت انگلیس تقریباً پنج سال پیش از دریافت حکم قیمومت فلسطین از جامعه ملل به سازمان صهیونیست‌ها تعهد داده بود سرزمین ملی یهودیان را در فلسطین تأسیس کند، چرا که رهبران صهیونیست‌ها با ارائه شواهد تاریخی مدعی بودند اجدادشان دو هزار سال پیش از پراکندگی یهودیان در فلسطین می‌زیسته‌اند.
در طول دوره قیمومت انگلیس بر فلسطین، سازمان صهیونیست‌ها تلاش می‌کرد شرایط تأسیس سرزمین ملی یهودیان را در فلسطین فراهم کرده و مقدماتی ایجاد کند تا یهودیان و عرب‌ها بتوانند در کنار هم در این منطقه زندگی کنند. عرب‌های فلسطین احساس می‌کردند که این طرح منجر به نقض حقوق آنان خواهد شد. آنان همچنین معتقد بودند این امر منجر به نقض تضمیناتی می‌شود که متحدین در قبال حمایت عرب از آنان در جریان جنگ جهانی در مورد استقلال به رهبران عرب‌ها داده بودند. نتیجه این امر مخالفت فزاینده عرب‌ها با اعطای قیمومت فلسطین و متعاقب آن توسل عرب‌ها به خشونت علیه یهودیان شد.

## تحلیل ژنتیکی جمعیت منطقه

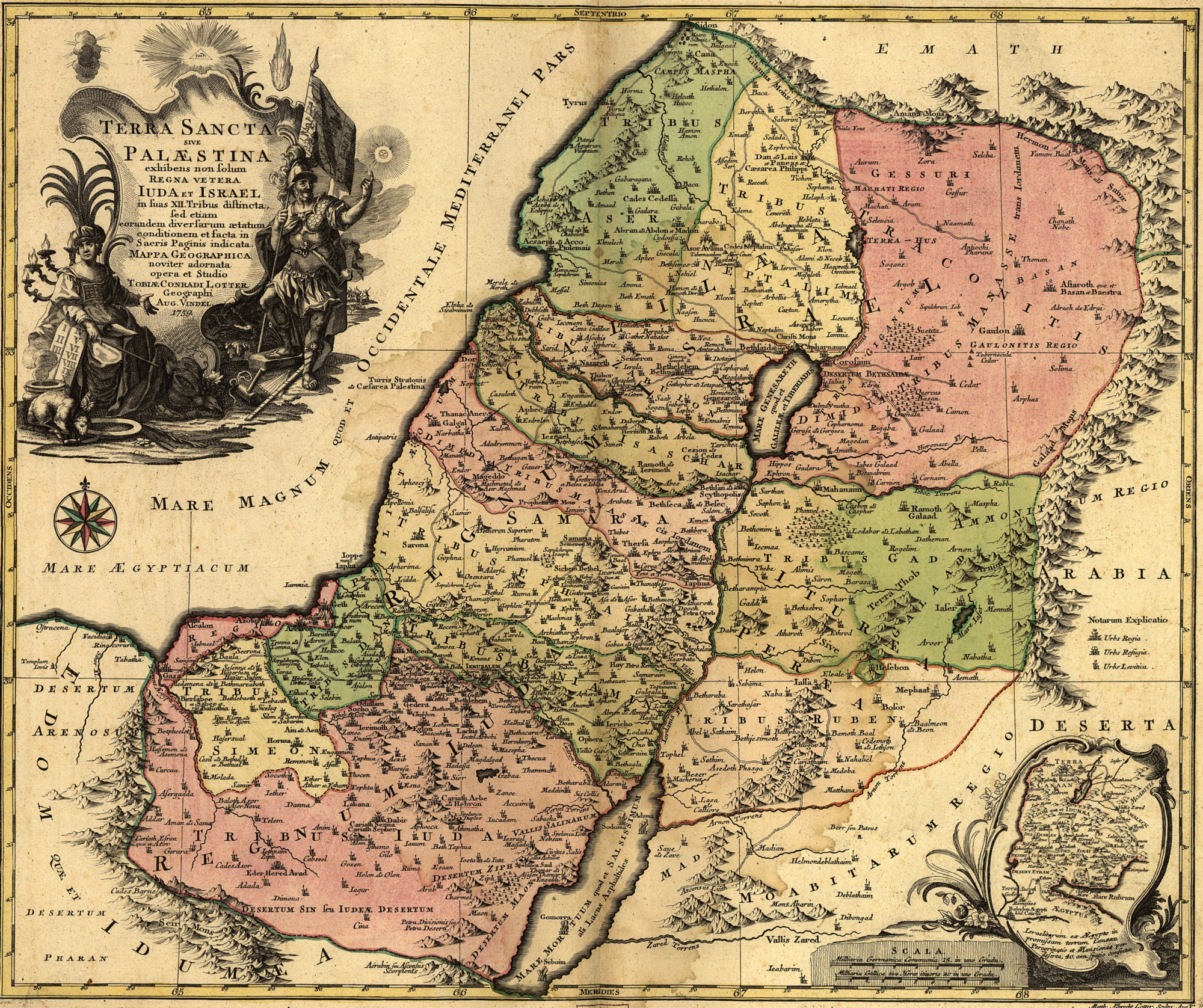
نقشهٔ سرزمین مقدس فلسطین که نه تنها پادشاهی‌های کهن یهودیه و اسرائیل، بلکه محل سکونت ۱۲ قبیله جداگانه را نیز نشان می‌دهد؛ و مؤید تنوع محل‌های استقرار آن‌ها در گذشته است؛ همانگونه که در عهد عتیق اشاره شده است. «این نقشهٔ جغرافیایی از استودیوی تابی کونرادی لاتر، ۱۷۵۹ گرفته شده است».

بر اساس بررسی‌های ژنتیکی، جمعیت یهود و فلسطینی از لحاظ ژنتیکی تداخل دارند. مسلمانان فلسطینی دارای عوامل ژنتیکی‌ای هستند که در جمعیت شبه‌جزیره عرب یافت می‌شوند و در مورد یهودی‌ها بسیار نادر هستند. یهودیان اشکنازی نیز دارای عوامل ژنتیکی‌ای هستند که در افراد اروپایی دیده می‌شوند و وجود چنین عواملی در عرب‌ها بسیار کم است.
دانشمندان علوم ژنتیک توافق دارند که در افراد خاورمیانه در زمان‌های پیش از تاریخ تداخل ژنتیکی بوده است. نبل در سال ۲۰۰۰ با انجام بررسی کروموزوم-haplotype Y برای بررسی نژادی یهودیان و مسلمانان فلسطینی عنوان کرد «ژن مشترک برای قسمت عمده‌ای از کروموزوم‌های Y وجود دارد که نشاندهندهٔ اجداد مشترک می‌باشد». دو مدل هاپلوتایپ که تشکیل دهندهٔ کلاید مسلمانان فلسطینی بود در میان یهودیان نیز وجود داشت که «نشاندهندهٔ انحراف یا تداخل از سایر افراد» می‌باشد. نبل عنوان کرد که این یافته هماهنگ با شواهد تاریخی‌ای است که عنوان می‌کند که «بخشی یا کل عرب‌های مسلمان در این کشور از نوادگان ساکنان محلی، عمدتاً مسیحی و یهودی، هستند که پس از پیروزی اسلام در قرن هفت بعد از میلاد به اسلام روی آوردند. این ساکنان محلی در واقع از نسل جمعیت اصلی‌ای که چندین قرن و حتی در دوره‌های پیش از تاریخ در این منطقه می‌زیسته‌اند هستند».
یک بررسی دیگر توسط همین گروه با هدف مشخص کردن ارتباط ژنی میان سه جامعهٔ یهودی (اشکنازی، سفاردی و کردی) دو گروه هاپلوتایپ کروموزوم YEu۹ و Eu۱۰ را به عنوان نشاندهندهٔ قسمت عمدهٔ نژاد خاورمیانه شرح داد. چنین به نظر می‌رسد که Eu۹ مربوط به شمال ترکیه وEu۱۰ مربوط به جنوب آن می‌باشد. در کردهای مسلمان و یهود Eu۹ زیاد است، اما Eu۱۰ که در مسلمانان فلسطینی زیاد است در بین این افراد کم است. این بررسی نشان داد که کروموزوم‌های Y در عرب‌های مسلمان و عرب بادیه‌نشین نشاندهندهٔ ارتباطات نژادی با ساکنان جدید منطقه و ارتباطات نژادی دیگر با سایر افراد می‌باشد. ارتباطات نژادی اولیه در واقع بخشی از کروموزوم مشترک با یهودی‌ها می‌باشد. طبق طرح ما، مهاجرت‌های اخیر همان‌طوری‌که از کروموزوم Eu ۱۰ ویژهٔ عرب‌ها که شامل مدل‌های هاپلوتایپ مشاهده شده در فلسطینی‌ها و عرب‌های بادیه‌نشین مشهود است، اغلب از شبه‌جزیرهٔ عرب بوده است. این بررسی نشان می‌دهد که کروموزوم‌های Y یهودی‌ها بخش مهمی از عوامل ژنتیکی منطقه را شامل می‌شود و خصوصاً یهودی‌ها ارتباط ژنتیکی زیادی با افراد ساکن در شمال ترکیه داشته‌اند.
در سال ۱۹۰۲، سیر جمز فریزر در کتابش بنام شاخهٔ طلایی که دربارهٔ نظریهٔ وی در مورد ریشه‌های مذهب می‌باشد، عنوان کرد که اکثر عرب‌های فلسطین از تبار مردم یبوسی و کنعانی هستند:
 «ساکنان عرب زبان فلسطین از نژاد قبیله‌هایی هستند که پیش از حملهٔ اسرائیل در منطقه سکنا گزیدند. آن‌ها هنوز به این سرزمین پای‌بند هستند. آن‌ها هرگز این سرزمین را ترک نکرده و از آن دل نکندند».

هرم جمعیت فلسطین در سال ۲۰۱۷

برخی ژنتیک‌دانان با فریزر موافق هستند. آرنایز-ویلنا و سایرین (۲۰۰۱) فایل ژنتیکی فلسطینی‌ها را با سایر افراد مدیترانه‌ای مقایسه کردند و عنوان کردند که «ریشهٔ فلسطینی‌ها و ارتباط ژنتیکی آن‌ها با سایر جمعیت‌های مدیترانه‌ای، نشان می‌دهد که هم یهودی‌ها و هم فلسطینی‌ها از نژاد کنعان باستان که در دوره‌های کهن با مصری‌ها، ساکنان آنتالیا و بین‌النهرین آمیخته شده می‌باشند».
با این وجود نتایج این بررسی نشان می‌دهد که فلسطینی‌ها از لحاظ ژنتیکی با مصری‌ها، لبنانی‌ها، ایرانی‌ها، کرتان، مقدونیه‌ای‌ها، ساردنی‌ها، ترک‌ها، ارمنی‌ها و همچنین الجزایری‌ها، اسپانیایی‌ها، فرانسوی، ایتالیایی و بایسکی‌ها ارتباطاتی دارند؛ بنابراین این شرایط نمی‌تواند پاسخگویی مسئلهٔ مهاجرت باشد.
آرنایز-ویلنا بعدها از هیئت سردبیری مجله اخراج شد و این مقاله نیز برداشته شد. مقامات این مجله عنوان کردند که این مقاله سیاسی بوده و در آن اظهاراتی نامناسب در مورد اختلافات فلسطین و اسرائیل به کار رفته است.

## مسئلهٔ مهاجرت دیرهنگام عرب به فلسطین

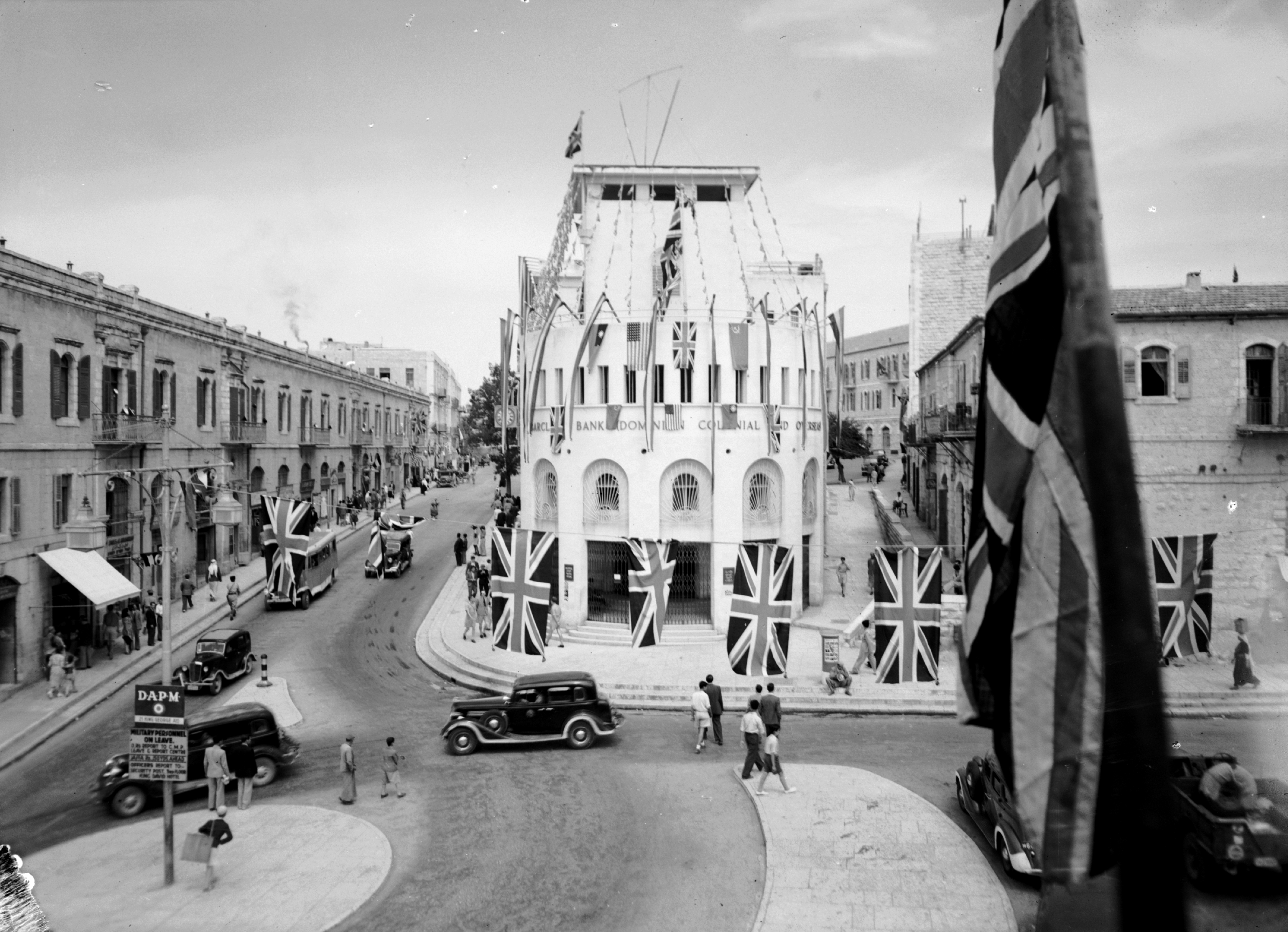
اورشلیم در روز پیروزی در اروپا، مه ۱۹۴۵‏

در مورد این مسئله که آیا مهاجرت عرب‌ها به فلسطین بعد از سکونت یهودی‌ها در آنجا در اواخر قرن ۱۹ اتفاق افتاده بحث‌ها و اختلافات بسیاری وجود دارد.
یوزیل شملز که یک جمعیت‌شناس است در بررسی‌های خود از اسناد ثبت‌شدهٔ عثمانی در مورد جمعیت اورشلیم و الخلیل در سال ۱۹۰۵ متوجه شد که اغلب شهروندان عثمانی ساکن در این مناطق، که تشکیل دهندهٔ یک سوم از جمعیت فلسطین بودند در همان محل تولد خود زندگی می‌کردند. خصوصاً در مورد مسلمانان، ۱/۹۳٪ در همان محل تولد خود در فلسطین ساکن بودند و ۲/۵٪ از آن‌ها که متولد بخش‌های مختلف فلسطین بودند در سایر مناطق غیر از زادگاه خود در فلسطین ساکن بودند و محل تولد ۶/۱٪ خارج از فلسطین بوده است. خصوصاً در مورد مسلمانان، ۱/۹۳٫۴٪ در همان محل تولد خود در فلسطین ساکن بودند و ۲/۵٪ از آن‌ها که متولد بخش‌های مختلف فلسطین بودند در سایر مناطق غیر از زادگاه خود در فلسطین ساکن بودند و محل تولد ۶/۱٪ خارج از فلسطین بوده است. در مورد یهودی‌ها (به استثنای افرادی که جزء شهروندان عثمانی نبوده‌اند) ۵۹٪ در همان محل تولد خود در فلسطین ساکن بودند و ۹/۱٪ از آن‌ها که متولد بخش‌های مختلف فلسطین بودند در سایر مناطق غیر از زادگاه خود در فلسطین ساکن بودند و محل تولد بیش از ۳۹٪ از آن‌ها خارج از فلسطین بودهاست.

مردمان شهر یافا در دهه ۱۹۲۰ میلادی

جوزف کیکاسولا در امور بین‌المللی در مورد جمعیت پراکندهٔ فلسطین پیش از مهاجرت صحبت می‌کند. یکی از دلایل این وضعیت می‌تواند کمبود نفت در این منطقه باشد. وی همچنین به وجود باتلاق‌های زیاد در این ناحیه و مالاریا اشاره می‌کند. مورخان عنوان کرده‌اند که ساکنان صهیونیستی باتلاق‌ها را خشک کرده و مالاریا را از منطقه دور کرده‌اند.
یک اقتصاددان آمریکایی Gottheil بر این باور است که مهاجرت عظیم عرب‌ها به فلسطین وجود داشته است:
«دلایل بسیاری برای این باور وجود دارد که در زمان عثمانی و دوره‌های دولت قیم انگلیس مهاجرت عرب‌ها به فلسطین رخ داده است. مهم‌ترین دلیل در این زمینه ارتباط میان اختلاف اقتصادی منطقه‌ای و مهاجرت است که در سطح جهان اتفاق افتاده و مورد پذیرش همگان است.
حجم و میزان دقیق مهاجرت عرب به فلسطین و در فلسطین همانگونه که باچی عنوان کرده نامشخص است. ناقص بودن اسناد ثبتی در عثمانی و آمار دوره‌های انگلیس و وجود مهاجرت‌های غیرقانونی و پنهانی در این مدت باعث می‌شود که هرگونه اظهار نظر در این زمینه در واقعی تحلیلی ابداعی باشد. در اغلب موارد افرادی که در زمینه جمعیت‌شناسی فلسطین- یا تحلیلات جمعیت‌شناسی بر اساس اطلاعات خام- کار کرده‌اند، اذعان کرده‌اند که محدودیت‌های بسیاری در این زمینه وجود دارد و نتایج غیرقطعی هستند».
یهوشوئا پورات بر این باور است که نظریهٔ «مهاجرت عظیم عرب‌ها از کشورهای همسایه» افسانه‌ای است که «نویسندگان صهیونیست» به وجود آورده‌اند. وی می‌نویسد:

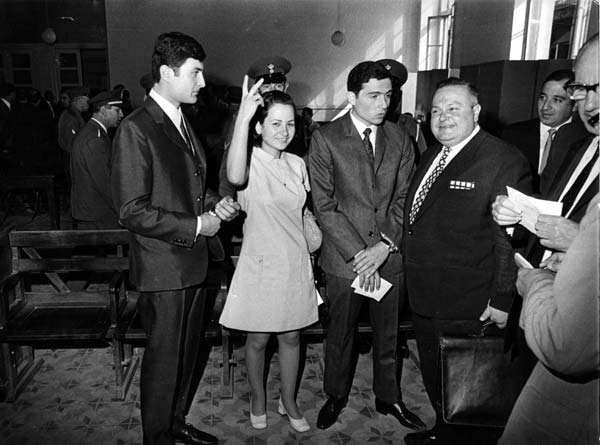
لیلا خالد در سال ۱۹۷۰ پس از آزادی و بازگشت از انگلستان

«همان‌طور که نتایج بررسی‌های مورخان و جمعیت‌شناسان جدید فلسطینی نشان می‌دهد، جمعیت عرب در اواسط قرن ۱۹ دوباره رشد کرد. این رشد نتیجهٔ عامل جدیدی بود: انقلاب جمعیتی. تا دههٔ ۱۸۵۰ هیچ گونه افزایش طبیعی در جمعیت نبود، اما پیدایش روش‌های درمانی نوین و تأسیس بیمارستان‌های مدرن توسط مقامات عثمانی و خارجیان مسیحی این وضعیت را تغییر داد. تعداد تولدها ثابت بود، اما مرگ و میر نوزادان کاهش یافت. این شرایط دلیل اصلی رشد جمعیت عرب بود. شکی نیست که کارگران مهاجر از سوریه و اردن به فلسطین آمده و آنجا ساکن شدند. اما در این مورد بحث نشده که قطعاً مهاجرت معکوس هم بوده است. به‌طور مثال در الخلیل رسم شده بود که افراد برای تحصیل و کار به قاهره بروند، که در نتیجه گروهی از جمعیت الخلیل از قرن ۱۵به‌طور دائم در قاهره زندگی می‌کردند. نیروی کار غیرماهر از اردن و اطراف به فلسطین می‌آمدند، اما در عوض پیش از ۱۹۴۸ بسیاری از فلسطینیان تحصیل کرده که کاری در فلسطین نیافتند جذب اردن شدند. از لحاظ جمعیت‌شناسی، این انتقالات جمعیتی در مقایسه با عامل طبیعی افزایش جمعیت کمرنگ و کم تأثیر هستند».
دانیل پایپس در پاسخ عنوان کرد که مسئلهٔ «مهاجرت عظیم عرب‌ها از کشورهای همسایه» در نیمهٔ اول قرن بیست مطرح شده و آمار و بررسی‌های جمعیت‌شناختی که مورد قبول همگان شامل پورات است، آن را تأیید می‌کند. 

## وضعیت جمعیتی فعلی

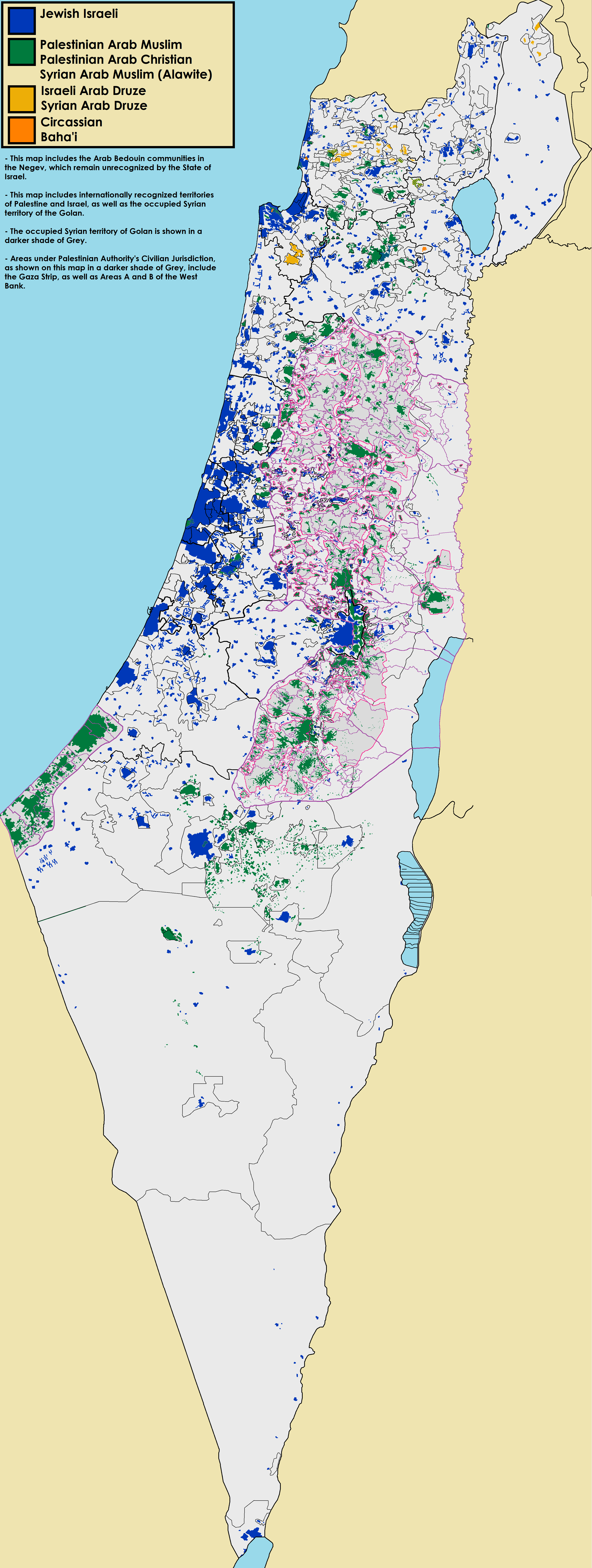
جمعیت فعلی اسرائیل و تشکیلات خودگردان فلسطین

بر اساس آمار ادارهٔ آمار مرکزی اسرائیل، در ماه مه سال ۲۰۰۶، جمعیت اسرائیل برابر با ۷ میلیون نفر بود که ۷۷٪ یهودی، ۱۸/۵٪ عرب و ۴/۵٪ از سایر ریشه‌ها بوده‌اند. بر اساس آمار از یهودی‌های اسرائیل ۶۸٪ بومی اسرائیل (متولد اسرائیل)، اغلب نسل دوم یا سوم از اسرائیلی‌ها هستند و ۱۰٪ از جهان عرب ازآسیا و آفریقا هستند.
طبق آمار فلسطینی‌ها بیش از ۴/۲ میلیون فلسطینی در کرانه باختری زندگی می‌کنند. طبق یک بررسی که در ششمین کنفرانس Herzliya دربارهٔ تراز امنیت ملی اسرائیل ارائه شد، ۴/۱ میلیون فلسطینی وجود دارد. طبق آمار فلسطینی‌ها بیش از ۴/۱ میلیون فلسطینی دیگر در نوار غزه هستند.
طبق آمار فلسطینی‌ها و اسرائیلی‌ها، جمعیت فلسطین بین ۸/۹ تا ۸/۱۰ میلیون نفر است.
طبق آمار اردنی‌ها، حدود ۶ میلیون نفر در اردن زندگی می‌کنند که اکثر آن‌ها فلسطینی هستند، اما در مورد درصد دقیق فلسطینی‌ها اختلاف وجود دارد و بررسی آن چندان مطلوب برخی‌ها نمی‌باشد. طبق تخمین‌ها درصد فلسطینی‌ها بین ۴۵ تا ۹۰٪ می‌باشد.